# Е. Локгарт
Емілі Дженкінз (англ. Emily Jenkins; нар. 13 вересня 1967, Нью-Йорк, США) більш відома за псевдонімом Е. Локгарт (англ. E. Lockhart) — американська письменниця, яка пише книги для дитячої, підліткової та дорослої аудиторії. Перш за все відома своєю тетралогією про Рубі Олівер (перша книга серії — «Список бойфрендів») та такими самостійними підлітковими романами як-от: «Ганебна історія Френкі Ландау-Бенкс» та «Ми були брехунами».

## Біографія
Джекінз провела своє дитинство в Кембриджі (Массачусетс) та Сіетлі (Вашингтон). Будучи ученицею приватної середньої школи Лейксайд Скул (Сіетл), відвідувала літню театральну школу в Північно-Західному університеті та Дитяче театральне товариство (Міннеаполіс). Навчалася в Коледжі Вассара та закінчила Колумбійський університет. Має докторський ступінь з англійської літератури. Живе в Нью-Йорку.
Під псевдонімом Е. Локгарт пише для своєї підліткової аудиторії; «Локгарт» — прізвище бабусі по материній лінії. 2005 року під цим псевдонімом вперше вийшла книга під назвою «Список бойфрендів» (разом із сиквелами книги — «Енциклопедія хлопців» (2006), «Як знайти скарб серед хлопців» (2007) та «Бойфренди наживо» (2010) — утворює тетралогію «Руді Олівер», яка є головною героїнею романів). Підлітковий роман «Ганебна історія Френкі Ландау-Бенкс» став фіналістом Національної книжкової премії молодіжної літератури та Премії імені Майкла Л. Принца. А роман «Ми були брехунами» вважається одним із найкращих книг 2014 року для молоді за версією The New York Times, Publishers Weekly та The Wall Street Journal.
Під ім'ям Емілі Дженкінз співпрацює з ілюстраторами та видає дитячі книжки-картинки. Під справжнім іменем також пише й твори для дорослої аудиторії.

## Твори

### Дорослі книги (Емілі Дженкінз)
- Tongue First: Adventures in Physical Culture (1998; есеї) — «Спершу язик: Пригоди у фізичній культурі»;
- Mister Posterior and the Genius Child (роман, 2002) — «Містер Сідниці та геніальне дитя».

### Підліткові книги (Е. Локгарт)
- The Boyfriend List: (15 guys, 11 shrink appointments, 4 ceramic frogs, and me, Ruby Oliver) (2005) — «Список хлопців: (15 чуваків, 11 прийомів у психолога, 4 керамічні жабки та я, Рубі Олівер)»;
- Fly on the Wall: how one girl saw everything (підліткове фентезі, 2006) — «Муха на стіні: як одна дівчина бачила все»;
- The Boy Book: a study of habits and behaviors, plus techniques for taming them (2006) — «Енциклопедія хлопців: вивчення звичок та поведінки, плюс техніки їхнього приручення»;
- Dramarama (2007) — «Драмарама»;
- The Disreputable History of Frankie Landau-Banks (2008) — «Ганебна історія Френкі Ландау-Бенкс»;
- How To Be Bad (2008; в співавторстві із Сарою Млиновські та Лорен Міракл) — «Як бути поганою»;
- The Treasure Map of Boys: Noel, Jackson, Finn, Hutch, Gideon—and me, Ruby Oliver (2009) «Як знайти скарб серед хлопців: Ноел, Джексон, Фінн, Гатч, Гідеон та я, Рубі Олівер»;
- Real Live Boyfriends: yes, boyfriends, plural, if my life weren't complicated I wouldn't be Ruby Oliver (2010) — «Бойфренди наживо: так, хлопці, множина, якщо б моє життя не було таким заплутаним, я б не була Рубі Олівер»;
- We Were Liars (2014) — «Ми були брехунами».
- Genuine Fraud (2017) — «Щира шахрайка»

## Українські переклади
- Е. Локгарт Ми були брехунами. — Харків: Книжковий клуб «Клуб Сімейного Дозвілля», 2016. — 219 с. З англійської переклала Юлія Максимейко.
- Е. Локгарт Щира шахрайка. — Харків: Книжковий клуб «Клуб Сімейного Дозвілля», 2018. — 224 с.